# Deltyrium

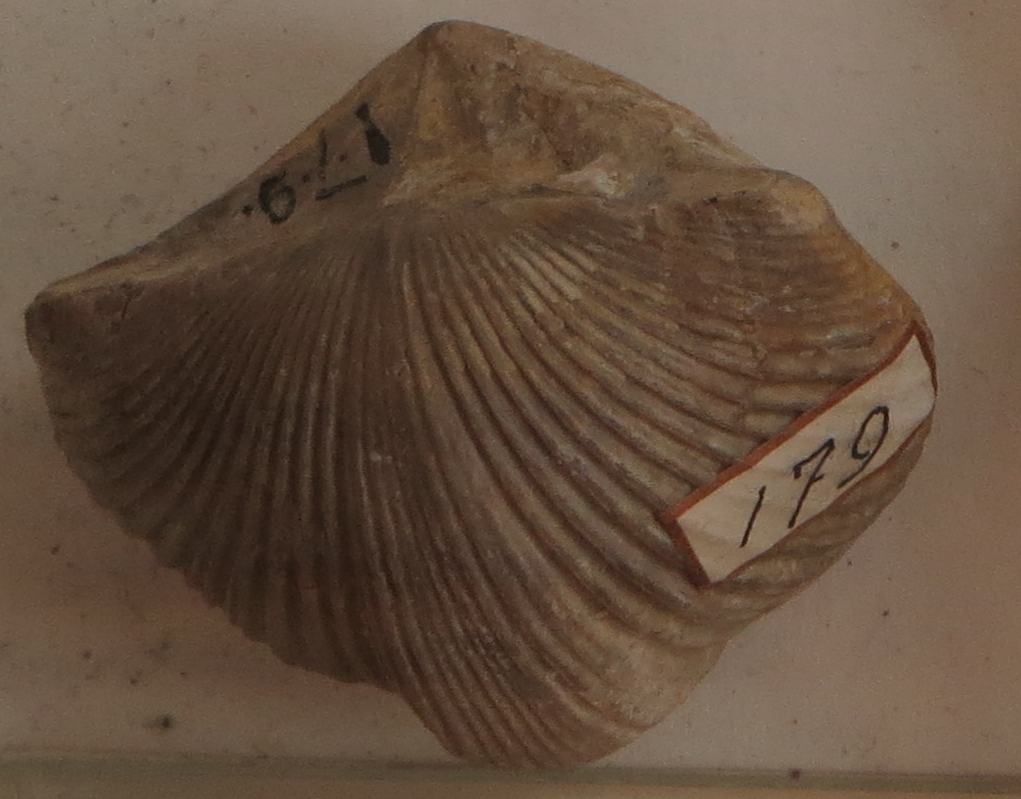
Ramienionóg z rzędu Spiriferida (widok muszli od strony skorupki grzbietowej, na której naklejony jest numer). Tylna część skorupki brzusznej widoczna w górnej części figury: płaska nieornamentowana struktura, na której napisano atramentem cyfry, to interarea brzuszna – na prawo od cyfry "1" trójkątne wcięcie w interarei to właśnie deltyrium.

Deltyrium (łac., ang. delthyrium, l.mn. delthyria) − wcięcie w skorupce brzusznej muszli ramienionogów.
Deltyrium ma postać trójkątnego, środkowego wcięcia w arei (interarei) lub pseudoarei czyli tylnych częściach skorupki brzusznej. Z krawędzi deltyrium wyrastać mogą płytki deltidialne (ang. deltidial plates), które prawie całkowicie je zamykają. Deltyrium może być również zamknięte przez deltidium, pseudodeltidium lub homeodeltidium.
Analogiczna struktura w skorupce grzbietowej, występująca u niektórych ramienionogów, nosi nazwę nototyrium; odpowiednikiem płytek deltidialnych i deltidium są w tym przypadku chilidium i płytki chilidialne.
Przez deltyrium i ewentualnie nototyrium często przechodzi nóżka.